# Омь (аул)
Омь (тат. Омавыл) — аул в Куйбышевском районе Новосибирской области. Входит в состав Булатовского сельсовета.

## География
Площадь аула — 68 гектаров.

## История
Основан в 1766 году. В 1926 году аул состоял из 38 хозяйств, основное население — барабинцы. В административном отношении — в составе Трехреченского сельсовета Барабинского района Барабинского округа Сибирского края.
В 1966 году указом Президиума Верховного Совета РСФСР аул Осинцево переименован в Омь.

## Население
| 1926 | 2002 | 2007 | 2010 |
| ---- | ---- | ---- | ---- |
| 216  | ↗350 | ↗353 | ↘290 |

## Инфраструктура
В ауле по данным на 2007 год функционируют 1 учреждение здравоохранения и 1 учреждение образования.